# Baie-Comeau
Baie-Comeau är en stad (kommun av typen ville) och tätort (centre de population) i regionen Côte-Nord, i provinsen Québec i Kanada. Baie-Comeau utgör en primärkommun inom sekundärkommunen Manicouagan. Staden slogs ihop med Hauterive 1982, som fortsatt bildar en egen tätort.